# Van Alexander
Van Alexander (2 de mayo de 1915 - 19 de julio de 2015) fue un director de orquesta, arreglista y compositor estadounidense.

## Biografía
Alexander Van Vliet Feldman en Harlem (Nueva York) en 1915. Su madre era pianista clásica y ella le enseñó a tocar el piano. Alexander comenzó ya en la escuela secundaria a dirigir bandas y hacer arregló musicales. Posteriormente estudió música en la Universidad de Columbia.
A mediados de la década de 1930 consiguió trabajo como arreglista musical de Chick Webb. Entre sus trabajos se encuentra el tema "A-Tisket, A-Tasket" que se convirtió en un éxito para Webb y Ella Fitzgerald, convirtiéndose en una de sus canciones emblemáticas.
En 1938, Alexander formó su propia banda con la que actuó en teatros durante la década de 1940. Tras la disolución del grupo se unió a la orquesta de Larry Clinton. En junio de 1942, formó una nueva banda propia.
Bob Crosby lo contrató para trabajar en Hollywood y trabajó extensamente como compositor, arreglista y director de bandas sonoras de películas. Escribió un libro de texto sobre arreglos cinematográficos en 1950 llamado First Arrangement. El compositor Johnny Mandel estudió con él.
Las partituras de Alexander incluyeron varias películas de Mickey Rooney, como The Atomic Kid (1954), The Twinkle in God's Eye (1955), Baby Face Nelson (1957), The Last Mile (1959), The Big Operator (1959) y The Private Lives. of Adam and Eve (1960), así como las partituras de 13 Frightened Girls (1963), Strait-Jacket (1964), I Saw What You Did (1965) y Tarzan and the Valley of Gold (1966).
Proporcionó música para los programas de televisión Hazel, The Farmer's Daughter, Bewitched, I Dream of Jeannie, Dennis the Menace y The Wacky World of Jonathan Winters. Arregló y dirigió programas de variedades protagonizados por Dean Martin, Gordon MacRae, Mickey Rooney y James Stewart. Participó en sesiones de grabación con Doris Day, Benny Goodman, Peggy Lee, Dinah Shore, Kay Starr, Dakota Staton y Paul Whiteman.
Alexander cumplió 100 años en mayo de 2015. Su esposa, Beth, murió en 2010.
Murió de insuficiencia cardíaca el 19 de julio de 2015 en Los Ángeles.

## Premios y honores
Alexander fue nominado dos veces en los Premios Emmy por logros destacados en la dirección musical de un programa de variedades, musical o dramático. Su nominación de 1972 fue por su trabajo en The Golddiggers Chevrolet Show, y su nominación de 1973 fue por su trabajo en The Wacky World of Jonathan Winters. Recibió el Premio Henry Mancini a la trayectoria de ASCAP.